# Judas Kiss
Judas Kiss (tj. Jidášův polibek) je americký hraný film z roku 2011, který režíroval J.T. Tepnapa podle vlastního scénáře. Film s prvky sci-fi líčí setkání muže se sebou samým před 15 lety. Snímek měl světovou premiéru na Phoenix International Film Festivalu dne 1. dubna 2011.

## Děj
Zachary Wells je neúspěšný filmař, který v Hollywoodu točí pouze rodinné oslavy a navštěvuje večírky. Jeho nejlepší přítel a úspěšný režisér ho přemluví, aby odejel místo něho na festival filmové školy jako porotce, protože musí kvůli natáčení do Španělska. Na škole oba kdysi studovali. Zach se první večer seznámí v místním gay baru s mladíkem. Druhý den na pohovoru zjistí, že je to jeden z finalistů na studentském festivalu. Student se jmenuje Danny Reyes. Tak se kdysi jmenoval i Zach, než si jméno změnil. Navíc Danny přihlásil do soutěže film Judas Kiss, se kterým Zach před patnácti lety vyhrál školní filmový festival. Zach pozvolna zjišťuje, že nadějný student je on sám před lety. Považuje vše za špatný vtip, ale správce kolejí Welds i ředitelka školy slečna Blossomová ho přesvědčují, aby změnil Dannyho budoucnost a tím i svou minulost. Danny se spřátelí s loňským vítězem soutěže Chrisem, který je do Dannyho zamilovaný. Ovšem o Dannyho má zájem rovněž Shane, jehož rodiče jsou hlavními sponzory školy. Do školy rovněž přijíždí Dannyho otec, který nesouhlasí s uvedením filmu, který zobrazuje jeho sobectví. Zach ví, že Danny porušil pravidla soutěže tím, že scénář nenapsal na škole, ale už před nástupem na ní. Předá scénář Dannymu otci a ten zase slečně Blossomové. Danny je sice vyloučen ze soutěže, jeho snímek je přesto pro svou vysokou kvalitu promítnut. Zach řekne Dannymu, že je jeho starší já, a že nemá promrhat svůj talent. Vrací se ke svému příteli do Hollywoodu.

## Obsazení
| Charlie David      | Zachary Wells    |
| Richard Harmon     | Danny Reyes ml.  |
| Sean Paul Lockhart | Chris Wachowsky  |
| Timo Descamps      | Shane Lyons      |
| Julia Morizawa     | Abbey Park       |
| Ron Boyd           | Ralph Garlington |
| Troy Fischnaller   | Topher Shadoe    |
| Laura Kenny        | slečna Blossom   |
| Dale Bowers        | prefekt Welds    |
| Vince Valenzuela   | Daniel Reyes st. |

## Ocenění
- TLA Gaybie Awards: nejlepší film, nejlepší herec (Charlie David), nejlepší herec ve vedlejší roli (Sean Paul Lockhart)
- Q Cinema Festival: nejlepší filmový debut
- Rhode Island International Film Festival: vítěz v kategorii alternativní film, zvláštní cena poroty
- Long Beach QFilms Festival: nejlepší scénář celovečerního filmu
- San Diego FilmOut Festival: Best Screenwriting